# Chrysopaa sternosignata
Genre
Espèce
Synonymes
- Rana sternosignata Murray, 1885
- Paa sternosignata (Murray, 1885)
- Nanorana sternosignata (Murray, 1885)

Statut de conservation UICN

 LC  : Préoccupation mineure
Chrysopaa sternosignata, unique représentant du genre Chrysopaa, est une espèce d'amphibiens de la famille des Dicroglossidae.

## Répartition
Cette espèce se rencontre, :
- dans le sud-est de l'Afghanistan entre 1 800 et 2 000 m d'altitude ;
- au Pakistan dans le nord du Baloutchistan, dans les régions tribales, au Khyber Pakhtunkhwa, au Gilgit-Baltistan et en Azad Cachemire.
- en Inde au Jammu-et-Cachemire.

## Publications originales
- Ohler & Dubois, 2006 : Phylogenetic relationships and generic taxonomy of the tribe Paini (Amphibia, Anura, Ranidae, Dicroglossinae) with diagnoses of two new genera. Zoosystema, Paris, vol. 28, p. 769-784 (texte intégral).
- Murray, 1885 : A new frog (Rana sternosignata) from Sind. Annals and Magazine of Natural History, sér. 5, vol. 16, p. 120-121 (texte intégral).